# Mark vom Hofe

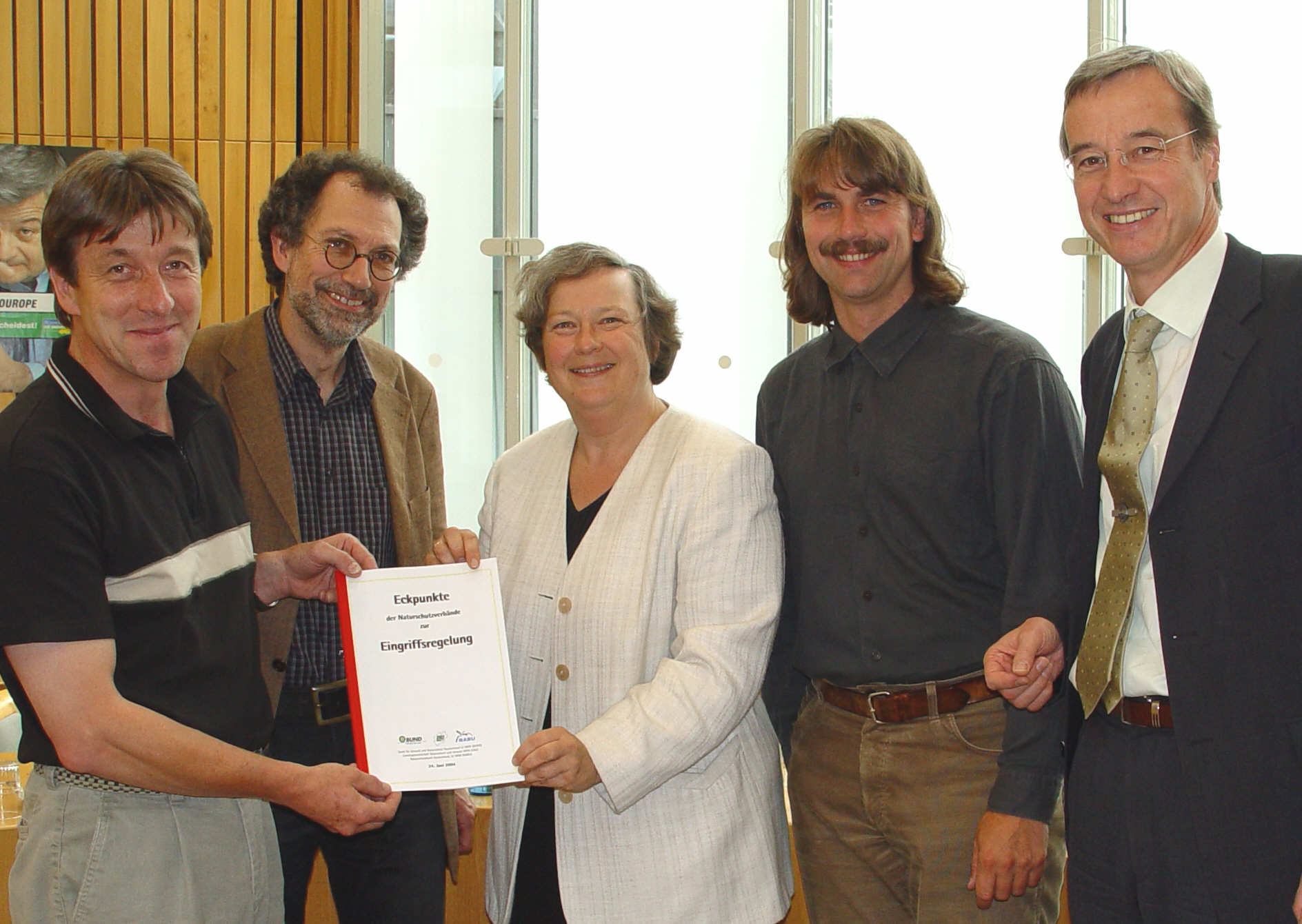
Mark vom Hofe (2 v.l.) mit Bärbel Höhn (damalige Umweltministerin) und weiteren Naturschutzvertretern, 2005

Mark vom Hofe (* 1952 in Plettenberg) ist ein deutscher Journalist und Naturschützer. 

## Leben

### Berufliche Tätigkeiten
Der gebürtige Sauerländer Mark vom Hofe studierte Anglistik und Sozialwissenschaften in Köln. Nach dem Volontariat arbeitete er als Redakteur bei Kölner Tageszeitungen, darunter dem Kölner Stadtanzeiger. 
Seit 1984 ist vom Hofe beim Hörfunk des WDR tätig, wo er als Redakteur zunächst den Schulfunk, später dann WDR 5 am Vormittag sowie gegenwärtig die Sendung Neugier genügt betreut. Er war stellvertretender Redaktionsleiter von Gesellschaft aktuell. Besonders bekannt ist vom Hofe für seine redaktionelle Arbeit an der WDR-5-Reihe Erlebte Geschichten. Dabei handelt es sich um von Zeitzeugen auf Band gesprochene persönliche Lebenserinnerungen – O-Ton-Erzählungen im Sinne der „Oral History“. Zusammen mit dem Schriftsteller Wolfgang Bittner und anderen Autoren dieser Reihe brachte vom Hofe zusätzlich Buchzusammenstellungen der Hörfunk-Sendungen heraus.

### Engagement im Umwelt- und Naturschutz
Seit Ende der 1970er Jahre engagiert sich Mark vom Hofe im Bergischen Land im Umwelt- und Naturschutz. Er ist Vorsitzender des (Rheinisch)-Bergischen Naturschutzvereins (RBN) und seit 2001 auch der Landesgemeinschaft Naturschutz und Umwelt NRW, einem Dachverband von mehr als 90 Naturschutz-, Wander- und Kulturlandschaftspflegevereinen mit insgesamt über 300.000 Mitgliedern. Zudem ist er Vorsitzender des Naturschutzbeirats beim Rheinisch-Bergischen Kreis.
Er gehört auch dem Stiftungsrat der Stiftung Umwelt und Entwicklung Nordrhein-Westfalen an.
In Zusammenarbeit mit dem WDR 5 und der LNU initiierte er das Projekt Der Natur auf der Spur, das bei geführten Wanderungen das Naturerbe Nordrhein-Westfalens zeigt.
Für sein umfangreiches Engagement für Umwelt- und Naturschutz zeichnete ihn der Landschaftsverband Rheinland (LVR) 1992 mit dem Rheinlandtaler aus.

## Auszeichnungen
- 1982 – Umweltpreis für Journalisten der Deutschen Umweltstiftung, zusammen mit Herbert Haas für die Artikelserie Natur in Not – Umweltprobleme im Bergischen Land im Kölner Stadtanzeiger[4]
- 1992 – Rheinlandtaler des Landschaftsverbands Rheinland

## Schriften
- zusammen mit Albert Günther (Fotos): Nachbelichtet. Der Rheinisch-Bergische Kreis von 1945-1960, Gronenberg, Gummersbach 1986 (ISBN 3-88265-136-9)
- als Herausgeber zusammen mit Anne Jüssen: „Wir wollten Demokratie schaffen“. Erlebte Geschichten aus der Bonner Republik [entstanden aus der WDR-5-Sendereihe „Erlebte Geschichten“], Patmos, Düsseldorf 2002 (ISBN 3-491-72463-5)
- als Herausgeber zusammen mit Wolfgang Bittner: Ich mische mich ein. Markante deutsche Lebensläufe. Erlebte Geschichten, Horlemann, Bad Honnef 2006 (ISBN 978-3-89502-222-7)
- als Herausgeber zusammen mit Wolfgang Bittner: Ich bin ein öffentlicher Mensch geworden. Persönlichkeiten aus Film und Fernsehen. Erlebte Geschichten, Horlemann, Bad Honnef 2009 (ISBN 978-3-89502-277-7)
- Der Natur auf der Spur. Wanderungen im Rheinland, Bachem, Köln 2009 (ISBN 978-3-7616-2324-4)
- zusammen mit Eva Effertz: Reisen in die Heimat. Band 2: Vierflüsseland, Bachem, Köln 2010 (ISBN 978-3-7616-2331-2)